# Okaton
Okaton é uma Região censo-designada localizada no estado norte-americano de Dakota do Sul, no Condado de Jones.

## Demografia
Segundo o censo norte-americano de 2000, a sua população era de 29 habitantes.

## Geografia
De acordo com o United States Census Bureau tem uma área de
77,2 km², dos quais 77,1 km² cobertos por terra e 0,1 km² cobertos por água.

## Localidades na vizinhança
O diagrama seguinte representa as localidades num raio de 36 km ao redor de Okaton.